# Vaikom Muhammad Basheer
Vaikom Muhammad Basheer (n. la Thalayolaparambu în Vaikom, 21 ianuarie 1908 ; d. la Beypore în Calicut, 5 iulie 1994) a fost un scriitor indian de limbă malayalam. El a fost umanist, luptător pentru independență, romancier și nuvelist. În 1982 a câștigat Padma Sri.